# حمام خضرجویم
حمام خضر جویم حمّامی تاریخی مربوط به دوره صفوی است و در شهر جویم، محلهٔ گودکر واقع شده‌است. این اثر در تاریخ ۱۱ مرداد ۱۳۸۴ با شمارهٔ ثبت ۱۲۷۵۳ به‌عنوان یکی از آثار ملی ایران به ثبت رسیده‌است. حمام خضر را حاجی صفی قلی جویمی در سال ۱۰۸۵ قمری احداث کرده‌است.

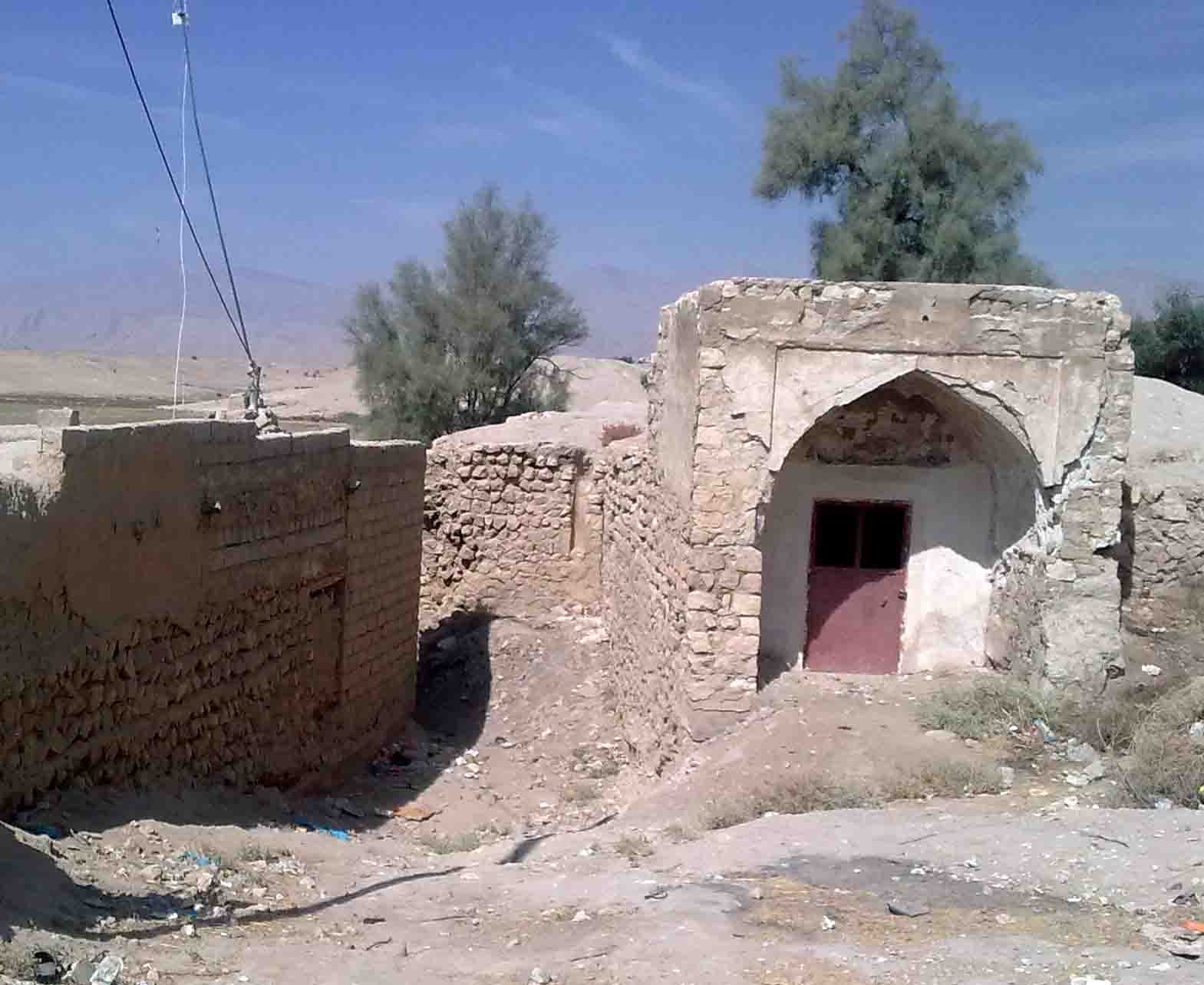
حمام خضر جویم نمای درب ورودی

## مشخصات درونی حمام
این حمام دارای چهار سالن تو در تو است:
1. سالن اول، رخت کن با حالت سرد و خشک.
2. سالن دوم، مخصوص توالت و نوره کشیدن و حجامت کردن، با حالت سرد و تر.
3. سالن سوم، ویژه شستشو و غسل کردن، با حالت گرم و تر.
4. سالن چهارم، برای عرق کردن و گرم شدن و برخی معالجات طبی، با حالت گرم و خشک.

این چهار سالن، براساس چهار طبع مجاز تنظیم شده‌است. سالن چهارم به ندرت مورد استفاده قرار می‌گرفته‌است، ولی سالن سوم که زمین آن داغ و آبش از مخزن جاری می‌شده‌است، مورد استفاده همگانی بوده‌است. سقف گنبدی سالن‌ها کواکب نشان و دارای طاق‌های متعدّد و گچ بری‌های هندسی ظریف و زیبایی است. گویا نقبی طولانی رابط حمام موصوف و منزل حاجی صفی قلی کلانتر جویم بوده‌است.
این حمام مانند سایر حمام‌های تاریخی از اجزای گوناگونی چون ورودی، جامخانه، بینه (رخت کن)، میاندر، نوره کش خانه، گرمخانه (صحن)، خزینه، شاه نشین، نمازخوان، گلخن (تون)، گاوچاه و استخر و شبکه آبرسانی و فاضلاب تشکیل می‌شود.
حمام خضر، در جنوب غربی شهر جویم و در محلی به نام گود کُر واقع شده‌است و هم اینک زباله‌دانی افراد محلی است. 
حمام دلگشای که آب حیاض او / بهر حیات دایمش خضر طالبست
سقفش سپهر و جام نجوم و بسیط صحن / مر حوضه پرآب خضر از جوانبست
بانی او سحاب سخا معدن عطا / حاجی صفی قلی علی المناقبست
مقصود او رضای خدا بود و نفع خلق / حقا که این بنای بدیع از مواهب است
تاریخش از زبان خرد خامه ام نوشت / حمام جم شبه فلک با کواکب است.
برنامه پاکسازی حمام خضر جویم از زباله‌های انباشته در محوطه داخلی و بیرونی آن (۲۵۰ سرویس پنج تن زباله) در تابستان سال ۱۳۸۱ شمسی به اهتمام کرامت اله تقوی دبیر انجمن میراث فرهنگی و گردشگری جویم و با همکاری محمدحسین بحرالعلومی مدیرکل وقت میراث فرهنگی فارس و بهنام جعفری شهردار جویم به انجام رسید.
فاز اول مرمت حمام خضر جویم با اعتباری معادل ۵۳ میلیون تومان به پایان رسید، برداشت لایه‌های خاک و کاه گل پشت بام، اجرای دیوار سنگی با سنگ لاشه و ملات گچ دور تا دور پشت بام حمام، استحکام بخش دیوارها و سقف بنا با دوخت و دوز ترک‌ها و بازسازی دو طاق از نوع آهنگ در سالن سونا و اتاق آبشی و تخلیه خاکروبه هیزم خانه (تون) از جمله موارد مرمت در فاز اول کنونی محسوب می‌شود.
مرمت حمام با هدف تغییر کاربری به موزه مردمشناسی صورت گرفته‌است.

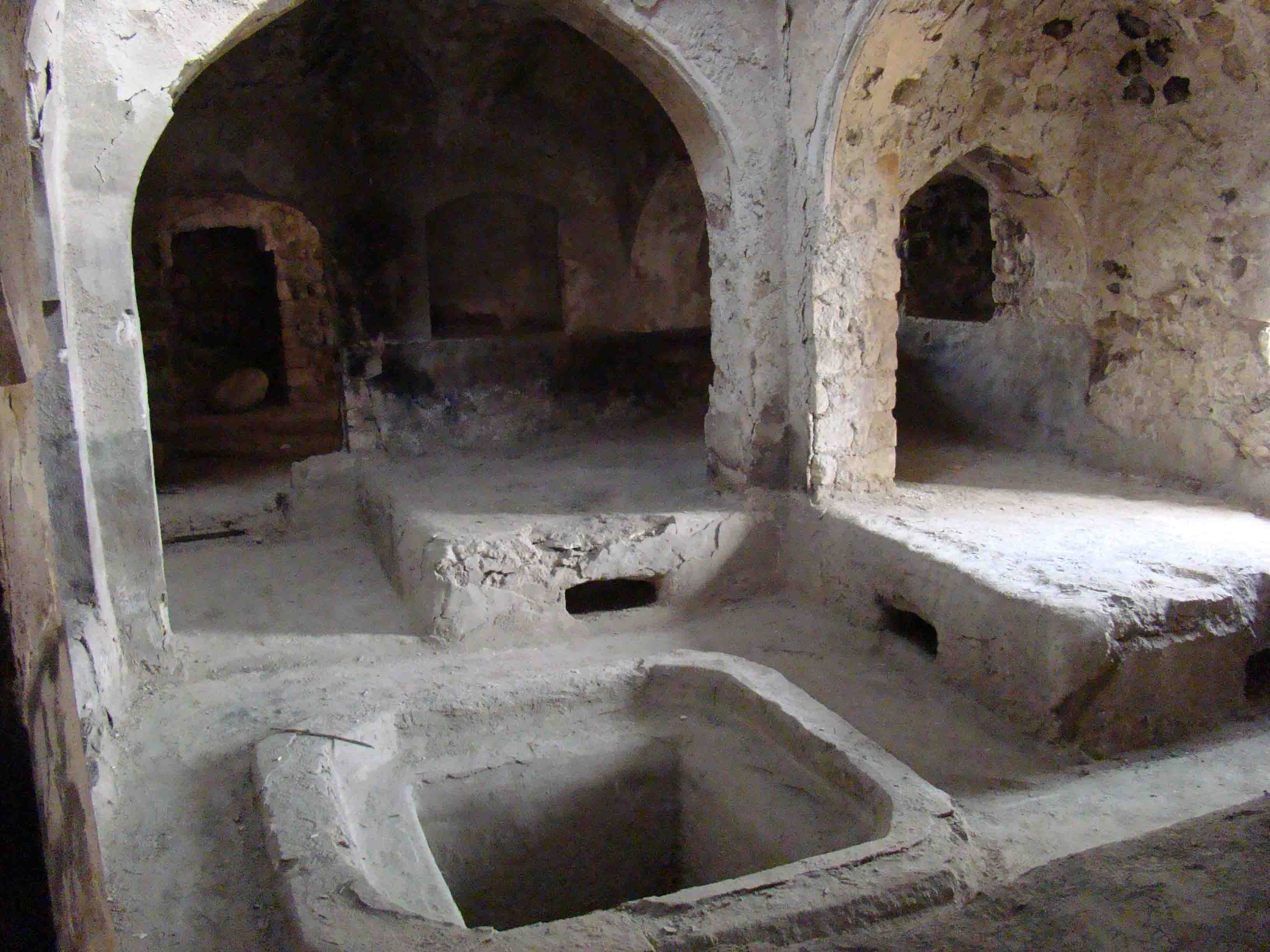
حمام خضر جویم- نمای داخلی